# Le Moulin du diable
Pour plus de détails, voir Fiche technique et Distribution.
Le Moulin du diable (Čertův mlýn) est un court métrage d'animation tchèque réalisé par Jiří Trnka, sorti en 1949.

## Synopsis
Grâce aux pouvoirs de son orgue de Barbarie, un vieil homme parvient à se débarrasser du Diable qui avait pris possession de son moulin.

## Fiche technique
- Titre : Le Moulin du diable
- Titre original : Čertův mlýn
- Réalisation : Jiří Trnka
- Scénario : Jiří Trnka
- Musique : Václav Trojan
- Production :
- Pays d'origine : Tchécoslovaquie
- Technique : marionnettes
- Genre : film d'animation
- Couleur :
- Sans dialogues
- Durée : 21 minutes
- Date de sortie : 1949